# Yamaha Dragstar 1100
La 1100 Dragstar est un modèle de moto, construite par la firme japonaise Yamaha.

## Autres caractéristiques
- Longueur HT 2465 mm, largeur HT 945 mm, hauteur HT 1095 mm.
- Garde au sol 145 mm.
- Angle de chasse 33°.
- Taux de compression 8,3 à 1.
- Lubrification à carter humide.
- Allumage électronique TCI.
- Réservoir d'huile : 3 L.
- Batterie 12 V, 12 Ah.